# 旺萨克
旺萨克（法語：Vensac，法語發音：[vɛ̃sak]）是法国吉伦特省的一个市镇，位于该省西北部，梅多克半岛北端，属于莱斯帕尔梅多克区。

## 地理
旺萨克（45°23'53"N, 1°2'28"W）面积34 平方千米，位于法国新阿基坦大区吉倫特省，该省份为法国西南部沿海省份，是法國本土面积最大的省，北起滨海夏朗德省，西临大西洋，南至朗德省，东南接洛特-加龍省，东临多爾多涅省。
与旺萨克接壤的市镇（或旧市镇、城区）包括：格拉扬和洛皮塔勒、旺代斯-蒙塔利韦、若-迪尼亚克和卢瓦拉克、凯拉克、圣维维安德梅多克。

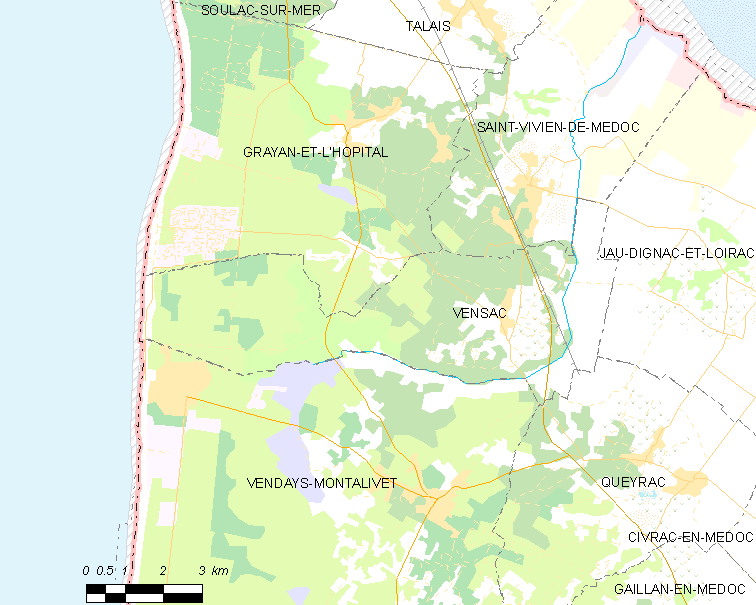
旺萨克的OSM定位图

旺萨克的时区为UTC+01:00、UTC+02:00（夏令时）。

## 行政
旺萨克的邮政编码为33590，INSEE市镇编码为33541。

## 政治
旺萨克所属的省级选区为北梅多克县。

## 人口

1962-2008年间旺萨克人口变化图示

旺萨克于2022年1月1日时的人口数量为1146人。